# کسب‌وکار
کسب‌وکار (به انگلیسی: Business)، اصطلاح عامیانه: کار و کاسبی؛ به محل کسب یا بنگاه اقتصادی اشاره دارد که برای فراهم کردن کالا، خدمات یا هر دو برای مشتری در قبال دریافت پول و دستمزد و با هدف کسب درآمد ایجاد شده است. به بیان دیگر، کسب‌وکارها سازمان‌ها یا بنگاه‌هایی انتفاعی هستند که به بازرگانی اشتغال داشته و بعضاً ممکن است به فعالیت‌های تولیدی، خدماتی یا تخصصی نیز مشغول باشند. علاوه‌براین این واژه بر هر فعالیت بازرگانی (خرید و فروش کالا یا خدمات) که مستمراً به منظور امرار معاش، درآمدزایی و سودآوری انجام شود نیز اطلاق می‌گردد. به عنوان نمونه شرکت‌های والمارت، اپل، مک دونالد، یک شرکت کوچک حسابداری یا یک مغازه میوه فروشی محلی، مثال‌هایی از کسب‌وکارها هستند.
برای پیشرفت و توسعه جامعه مقوله کار و کسب درآمد مردم از اهمیت فوق‌العاده‌ای برخوردار است. به‌طور کلی، کسب و کار نقش حیاتی در شکل‌دهی جامعه‌ای سالم و کارآمد و زندگی مردم آن داشته و از کمک به رشد اقتصادی گرفته تا فراهم‌آوری کالاها و خدمات، نقش و اثر مهمی در جامعه ایفا می‌کند. شکوفایی اجتماعی و تأمین نیازهای مردم و به دنبال آن پویایی، نشاط و توسعه اقتصادی و درنتیجه اشتغال‌زایی، نوآوری، افزایش آسایش و رفاه عمومی و در پی آن ایجاد امنیت روانی مردم در جامعه، از مهم‌ترین آثار و فواید کسب و کار هستند. کار و تلاش اقتصادی علاوه بر نقش مثبت در تعالی شخصیت انسان‌ها و کسب درآمد، توسعه و پیشرفت جامعه را در پی داشته و منشأ اصلی پیدایش رفاه و ثروت است.
کسب‌وکار در اقتصاد سرمایه‌داری نقش مهمی دارد، زیرا اغلب کسب‌وکارها که در مالکیت بخش خصوصی می‌باشند به این دلیل راه‌اندازی می‌شوند که سودساز بوده و دارایی صاحب‌شان را بیافزایند. کسب‌وکارها می‌توانند ناسودبر باشند یا مالک آن‌ها دولت باشد.(مثل شرکت‌های دولتی). از کسب‌وکاری که چندین فرد در دارایی آن شریک باشند، با عنوان شرکت نام برده می‌شود. پترس و پلومن، از صاحب نظران این حوزه، بر این باورند که هر نوع خرید و فروش، کسب‌وکار نیست، بلکه کسب‌وکار هر نوع تبادل تکرار شونده و تجدید پذیر است.
معمولاً کسب‌وکارها در شکل خصوصی آن نمود پیدا می‌کنند که تلاش دارند بر سود بیشتر یا فروش بیشتر تمرکز کنند و سهم بیشتری از بازار را به خود اختصاص دهند.
به‌طور خلاصه سه روش برای شروع یک کسب‌وکار وجود دارد:
1. راه اندازی کسب و کار جدید
2. خرید کسب و کار موجود از شخص دیگر
3. نمایندگی یا حق‌امتیاز (فرانشیز)

## انواع کسب‌وکار

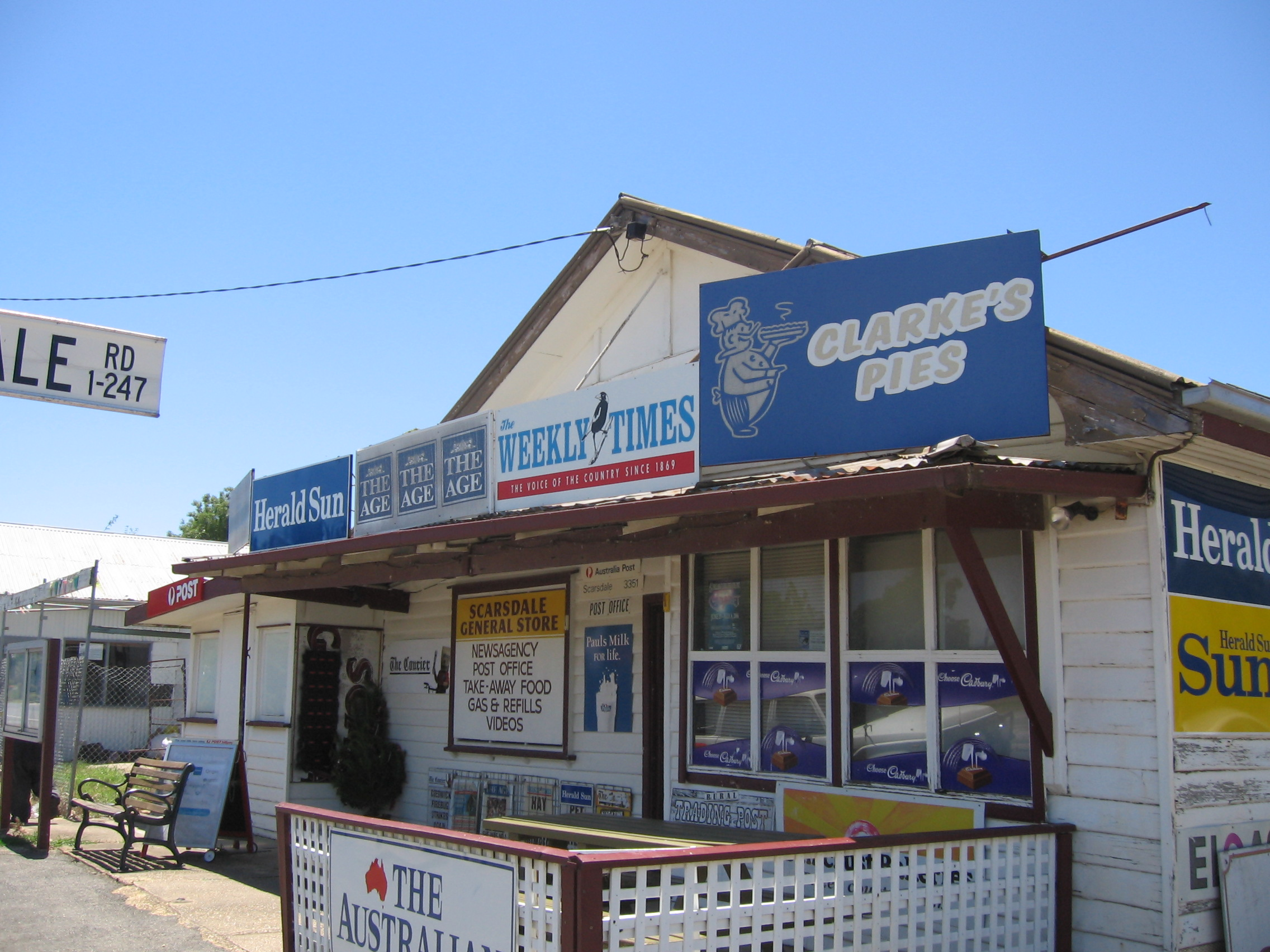
تعداد چشمگیری از کسب‌وکارها در اکثر کشورها از جمله آمریکا، کاروکاسبی‌های کوچکی هستند که بخش اعظم اشتغال نیروی کار را فراهم می‌نمایند.

به‌طور کلی کسب‌وکارها از لحاظ مالکیت شامل کسب‌وکارهای شخصی (انفرادی) و شرکتی می‌شوند. کسب‌وکارهای شخصی کوچک مقیاس اند و متعلق به یک شخص بوده و اغلب به صورت خویش فرما هستند (این بدان معناست که یک نفر مالک و کارفرما است). این نوع کسب‌وکار طیف وسیعی از فعالیت‌های اقتصادی را در برمی گیرند: تعمیرکاران خودرو و لوازم خانگی، بنگاه‌های معاملات ملکی، کشاورزان، صنعتگران خرد و غیره نمونه‌هایی از کسب‌وکارهای شخصی هستند.
کسب‌وکارهای شرکتی پیچیده‌ترین نوع کسب‌وکارها هستند. شرکت، کسب و کاری است که خودش هویت قانونی دارد (شخصیت حقوقی)؛ به این معنا که قانون با یک شرکت مشابه یک فرد یا انسان رفتار می‌کند. شرکت‌ها حقوق و تعهدات خاصی دارند؛ دقیقاً همانند آنچه که انسان‌ها انجام می‌دهند. برای مثال، یک شرکت می‌تواند دارایی داشته باشد، با دیگر شرکت‌ها یا افراد وارد قرارداد شود و حتی علیه آنها شکایت کند و مورد شکایت قرار بگیرد.

#### انواع ساختار کسب و کار[۱۶]
1. مالکیت یگانه[۱۶](sole proprietorship):
  1. به‌طور پیش فرض مؤسس یک کسب و کار مالک تمامی آن است و مسئولیت تمامی بدهی‌ها و مالیات‌ها بر عهدهٔ اوست.
2. شرکت تضامنی[۱۶](general partnership)
  1. اگر سود و زیان کسب و کار در میان عده ای از شرکای تجاری تقسیم شود به آن شرکت تضامنی گفته می‌شود. به‌طور پیش فرض همهٔ شرکا سهم یکسانی در مدیریتِ کسب و کار و سود و ضرر دارند. در صورت زیان سایر دارایی‌های شرکا (که در این تجارت سرمایه‌گذاری نشده است) نیز مورد خطر قرار می‌گیرد.
3. شرکت سهامی [۱۶](corporation)
  1. نوعی واحد حقوقی است که مدیریت آن توسط هیئت مدیره صورت می‌گیرد. سود داراییِ شرکت را «سهام» می‌نامند و مالکین سهامِ شرکت در صورت زیان بخشی از دارایی‌های سرمایه‌گذاری شدهٔ خود را از دست می‌دهند اما سایر دارایی‌های سهامداران (که در شرکت سرمایه‌گذاری نشده) تهدید نمی‌شود. دو نوع سهام برای این شرکت‌ها عرضه می‌شود
    1. سهامی عام[۱۶](Common Stock): سهامداران عام (بسته به میزان سهام خود) مالک شرکت و سود آن هستند. به صورت پیش فرض سهامداران به ازای هر سهم مالک یک رای برای انتخاب اعضای هیئت مدیره می‌شوند و هیئت مدیره هم مسئول نظارت بر حسن ادارهٔ شرکت است. سود شرکت معمولاً به شکل سود سهام ارائه می‌شود. البته سود سهام در بازار بورس تضمین شده نیست و شرکت ممکن است زیان ده باشد و در این صورت سودی پرداخت نمی‌شود. سهامی عام ممکن است در کلاس‌های مختلفی ارائه شود تا به مالکین شرکت اجازه دهند تا نحوهٔ مدیریت و میزان سرمایه‌گذاری در شرکت را بر حسب نیاز خود مدیریت کنند.
      1. کلاس ۱: ۱ رای در ازای ۱ سهم (حالت پیش فرض)
      2. کلاس ۲:بدون حق رای
      3. کلاس ۳: ۱۰ رای در ازای هر سهم

    2. سهامی خاص[۱۶](Preferred Stock):
      1. این سهام یک سود معین را همواره پرداخت می‌کند مگر اینکه شرکت زیان ده شود
      2. سهامداران ممتاز نسبت به سهامداران عام برای مالکیت دارایی‌های شرکت در اولویت هستند.
      3. سهامداران عام سود سهام خود را زودتر دریافت می‌کنند.
4. شرکت مختلط[۱۶] (Limited partnership)
  1. نوعی شرکت است که در آن مدیران شرکت به دودستهٔ شرکای عمومی (General partners) و شرکای محدود (Limited partners) تقسیم می‌شوند. شرکای عمومی مسئولِ مدیریت کسب و کار هستند، در حالی که «شرکای محدود» صرفاً سرمایه گذاران منفعلی هستند که در مدیریت نقش چندانی ندارند. در این مدل از کسب و کار، شرکای عمومی مسئول تمام بدهی‌های تجارت هستند و در صورت نیاز سایر دارایی‌های آن‌ها نیز باید برای جبران زیان صرف شود. در حالی که شرکای محدود فقط سرمایه‌گذاری خود را از دست می‌دهند.
5. شرکت مسئولیت محدود[۱۶](limited liability company)
  1. نوعی شرکت است که در آن اعضای شرکت مالک آن هستند اما مدیریت شرکت به عهدهٔ یک یا چند مدیر است. در صورت زیان فقط سرمایهٔ اعضا مورد تهدید قرار می‌گیرد و خطری متوجه سایر دارایی‌های آن‌ها نیست.

## قوانین و مقررات
حقوق بازرگانی آن دسته از قوانین است که بر رویه‌های کسب و کار حاکم بوده و نظام حقوقی قابل اعمال بر فعالیت‌های تجارتی را تعریف و تنظیم می‌کند. در اکثر حوزه‌های قضایی، مجموعه‌ای از قوانین تجاری برای انواع کسب‌وکارها تعریف گردیده است. به عنوان مثال در قانون تجارت ایران، انواع شرکت‌ها تعیین و عمده فعالیت‌های اصلی (ذاتی) تجاری در ۴ نوع دسته‌بندی شده که عبارتند از:
- فعالیت‌های توزیعی: خرید کالا از تولیدکنندگان یا عمده فروشان و فروش آنها.
- فعالیت‌های تولیدی: تولید محصولات گوناگون و فروش آنها به عموم.
- فعالیت‌های خدماتی: ارائه خدمات.
- فعالیت‌های تجاری کمکی: اعمالی که به تجارت‌ها کمک می‌کنند تا کار خود را تسهیل نمایند.